# Pauline Starke
Pauline Starke (Joplin, 10 januari 1901 - Santa Monica, 3 februari 1977) was een Amerikaans actrice in stomme films.
Starke maakte haar debuut met een kleine rol in D.W. Griffiths Intolerance (1916). Frank Borzage ontdekte haar en bood haar hoofdrollen aan in films. Haar eerste belangrijke rol speelde ze in 1917.
Starke groeide uit tot een populaire hoofdrolspeelster en werd in 1922 geselecteerd als een van de WAMPAS Baby Stars. Aan het eind van haar carrière trouwde ze met Jack White. Ook speelde ze toen in Women Love Diamonds (1927) en The Viking (1928).
Starke stierf in 1977 aan een beroerte. Ze kreeg een ster op de Hollywood Walk of Fame.

## Gedeeltelijke filmografie
- Intolerance (1916)
- Cheerful Givers (1917)
- Alias Mary Brown (1918)
- The Life Line (1919)
- The Untamed (1920)
- Salvation Nell (1921)
- Lost and Found on a South Sea Island (1923)
- Dante's Inferno (1924)
- Bright Lights (1925)
- Captain Salvation (1927)
- The Viking (1928)

- Bibliothèque nationale de France: cb16165874c (data)
- Gemeinsame Normdatei: 1221831666
- International Standard Name Identifier: 0000 0000 7328 1342
- Library of Congress Control Number: n93032587
- SNAC: w6m11pjk
- Virtual International Authority File: 41049035
- WorldCat: E39PBJf4gdrM6RCWWt3PPWxVYP